# Chilopoda
Stonoge (Centipedes od latinskog prefiksa centi-, „sto”, i pes, pedis, „stopala”) su predatorski zglavkari koji pripadaju klasi Chilopoda iz podtipa Myriapoda, zglavkarske grupe koja takođe obuhvata Millipede i druga stvorenja sa mnogo nogu. Stonoge su izdužena metamerička bića sa jednim parom nogu po segmentu tela. Većina centipeda je generalno otrovna i može nanijeti bolni ubod, ubrizgavajući svoj venum kroz klještasti dodatak poznat kao forcipul. Uprkos nazivu, stonoge mogu imati različit broj nogu, u rasponu od 30 do 354. Stonoge uvek imaju neparan broj pari nogu. Stoga nijedna stonoga nema tačno 100 nogu. Slično paucima i škorpionima, stonoge su pretežno mesožderne.‍:168
Njihova veličina može biti u rasponu od nekoliko milimetara kod manjih litobiomorfa i geofilomorfa, do oko 30 cm kod najvećih skolopendromorfa. Stonoge se mogu naći u najrazličitijim okruženjima. Obično imaju žućkastosmeđu boju koja kombinuje nijanse smeđe i crvene boje. Pećinske i podzemne vrste mogu biti nepigmentisane, dok mnoge tropski skolopendromorfi imaju jarke aposematične boje.
Smatra se da širom sveta postoji oko 8.000 vrsta stonoga, od kojih je oko 3.000 opisano. Stonoge imaju širok geografski raspon, čak i izvan arktičkog kruga. Nalaze se u nizu kopnenih staništa od tropskih prašuma do pustinja. Unutar ovih habitata stonogama su neophodna vlažana mikrostaništa jer im nedostaje voštana kutikula insekata i pauka, pa brzo gube vodu. U skladu s tim, nalaze se u zemljištu i biljnom otpadu, pod kamenjem i mrtvim drvećem, i unutar trupaca. Stonoge su među najvećim kopnenim beskičmenjačkim predatorima i često značajno doprinose beskičmenjačkoj predatorskoj biomasi u kopnenim ekosistemima.